# 加須バイパス
加須バイパス（かぞバイパス）は、埼玉県加須市内の南篠崎から愛宕までを通る道路を指す名称。加須市の都市計画道路名としては「昭和通り線」と命名されている。

## 概要
加須市街地の中心部を通る旧国道125号のバイパスとして建設された。本道の開通により旧道は県道に降格し、現在の埼玉県道152号加須幸手線及び埼玉県道411号加須停車場線の一部区間となった。
後に更なるバイパス「加須羽生バイパス」が整備され本線となっているため、起点付近の重複区間を除き加須バイパスは旧道となり、2018年7月13日付でに加須バイパス区間は終点愛宕交差点の先の行田方面を含め、国道125号の指定も解除されている。
開通時の沿道は田園風景が広がっていたが、加須市街地が北側に拡大するに従い、ロードサイド店舗や住宅が多く立ち並ぶようになった。結果、加須バイパスの交通量が増えたため、加須バイパスのさらに北側に加須羽生バイパスが計画され、2007年3月10日に開通。本道と一本化され、後の2013年3月22日にはこれまで暫定2車線だった加須羽生バイパスと本道が合わせて4車線化され、南篠崎交差点の形状が本道開通当時とは大きく変化している。

## 路線データ
- 起点：埼玉県加須市南篠崎
- 終点：埼玉県加須市愛宕
- 幅員：16 m
- 延長：3,230 m

## 現在の構成する道路
先述の通り全区間が旧国道125号であり、現在は国道指定を解除されている。国道指定解除にあたって下記の通り新バイパスへの編入及び県道への移管が行われた。
- 南篠崎交差点 - 多門寺交差点
国道125号加須羽生バイパス（埼玉県道152号加須幸手線重複（2018年6月22日指定）[3]）
加須羽生バイパスを建設するに当たり、加須バイパスの起点付近を再活用。加須羽生バイパスの新設区間との分岐点に新たに多門寺交差点を新設し、加須羽生バイパスへと直進方向になるように構造変更された。
- 多門寺交差点 - 睦町交差点
埼玉県道152号加須幸手線（2018年6月22日指定）[3]
- 睦町交差点 - 加須市役所入口交差点
埼玉県道411号加須停車場線（2018年6月15日指定）[4]
- 加須市役所入口交差点 - 愛宕交差点（- 行田方面）
埼玉県道38号加須鴻巣線（2018年6月15日指定）[5]

## 交差する道路
| 交差する道路                  | 交差する道路                  | 交差点名       | 所在地 | 所在地   |
| ----------------------------- | ----------------------------- | -------------- | ------ | -------- |
| 埼玉県道152号加須幸手線       |                               | 愛宕           | 加須市 | 愛宕     |
|                               | 埼玉県道129号加須羽生線       | 不動岡         | 加須市 | 不動岡   |
| 埼玉県道38号加須鴻巣線        |                               | 加須市役所入口 | 加須市 | 向川岸町 |
| 埼玉県道149号加須菖蒲線       | 埼玉県道149号加須菖蒲線       | 暁町           | 加須市 | 暁町     |
| 国道125号（加須羽生バイパス） | 国道125号（加須羽生バイパス） | 多門寺         | 加須市 | 多門寺   |
| 埼玉県道152号加須幸手線       | 国道125号                     | 南篠崎         | 加須市 | 南篠崎   |

## 沿道の主な施設
- 埼玉県立不動岡高等学校
- 加須市立昭和中学校